# Єпархіальна рада
Єпархіальна рада на чолі з єпархіальним архієреєм в окремих автокефальних православних Церквах є наступним після Єпархіальних зборів органом управління єпархією.

## Українська православна церква (Московського патріархату)
В Українській православній церкві (Московського патріархату) Єпархіальна рада створюється за благословенням єпархіального архієрея і складається не менше ніж з чотирьох осіб у пресвітерському сані, половина з яких призначається єпархіальним архієреєм, а інші обираються Єпархіальними зборами на один рік.
Головою Єпархіальної ради є єпархіальний архієрей. Рада засідає регулярно, але не рідше одного разу на квартал. Кворум Єпархіальної ради складає більшість (більше половини) членів. Єпархіальна рада працює на підставі порядку денного, поданого головуючим. Головуючий керує засіданням згідно з ухваленим регламентом. Єпархіальний архієрей призначає секретаря Єпархіальної ради з її складу. Секретар відповідає за підготовку необхідних для засідання Єпархіальної ради матеріалів і складає журнали засідань. Якщо під час розгляду справи виникає незгода, то справа вирішується більшістю голосів; у випадку рівності голосів голос головуючого є вирішальним. Журнали засідань Єпархіальної ради підписуються усіма її членами.
Єпархіальна рада:
- виконує рішення Єпархіальних зборів, які входять до компетенції Єпархіальної ради; звітує перед Єпархіальними зборами про виконану роботу;
- визначає процедуру обрання учасників Єпархіальних зборів;
- готує засідання Єпархіальних зборів, включаючи внесення пропозицій щодо порядку денного;
- подає Єпархіальним зборам свої річні звіти;
- визначає межі благочинь і парафій;
- розглядає звіти благочинних і ухвалює відповідні рішення;
- наглядає за діяльністю парафіяльних рад;
- наглядає за діяльністю єпархіальних установ;
- розглядає плани будівництва, капітального ремонту й реставрації храмів;
- веде облік храмів, молитовних будинків, каплиць та іншого майна, що перебуває у власності та користуванні структурних підрозділів єпархії;
- сприяє підготовці заходів до ювілеїв, загальноєпархіальних святкувань та інших важливих подій;
- вирішує будь-які інші справи, які єпархіальний архієрей направляє до Єпархіальної ради.

Рішення по судових справах ухвалюються більшістю голосів. Голосування починається з наймолодшого члена ради. Якщо член ради не згодний з ухваленим рішенням, він має право письмово викласти свою думку. Окремі думки не оголошуються. Члени Єпархіальної ради, особисто зацікавлені у розслідуванні справи, або такі, що мають родинні стосунки з підсудним, судити не можуть; у такому випадку Єпархіальна рада приймає відповідне рішення. Рішення єпархіального суду можуть бути оскаржені у вищій інстанції церковного суду. Рішення з судових питань одразу заносяться до протоколів, які підписують усі члени Ради, що брали участь у судовому розгляді. Єпархіальна рада є компетентною, щоб судити у справах по звинуваченню кліриків і мирян у неправославній вірі, у порушеннях канонічних і моральних норм, а також щодо проблем церковного шлюбу і розлучення, суперечок між духовенством і парафіяльними службовими особами, щодо всіх інших питань, які стосуються церковного правопорядку. Єпархіальна рада здійснює право церковного суду згідно з прийнятою процедурою церковного судочинства.

### Сайти
- Статут про управління Української Православної Церкви.